# Званцова, Алёна Владимировна
Алёна Званцова (настоящее имя — Елена Владимировна Константинова; род. 11 сентября 1971, Томск) — российский кинорежиссёр и сценарист.

## Биография
Алёна Званцова родилась в городе Томске. Училась в НГТУ. С 1995 года живёт в Москве. Писала книги под различными творческими псевдонимами.
В кино дебютировала небольшой актёрской ролью в телесериале «Клубничка». Позже начала писать сценарии и занялась режиссёрской работой.
В 2005 году окончила ВКСР (мастерская А. И. Суриковой). Член Союза кинематографистов с 2000 года.
Муж — сценарист, режиссёр Дмитрий Константинов (род. 25 февраля 1968) («Чёрные волки» и др.)

## Фильмография

### Режиссёрские работы
- 2005 — «Крупногабаритные»
- 2007 — «Вакцина»
- 2008 — «Свадьба»
- 2008 — «Сумасшедшая любовь»
- 2010 — «Доктор Тырса»
- 2010 — «Крыса»
- 2010 — «Лучший друг моего мужа»
- 2011 — «Небесный суд»
- 2013 — «Московские сумерки»
- 2014 — «Прощай, любимая!»
- 2014 — «Небесный суд. Продолжение»
- 2015 — «Норвег»
- 2016 — «Частица вселенной»
- 2021 — «Может быть когда-нибудь» (короткометражный)
- 2022 — «Никто не узнает» (сериал)

### Сценарии
- 1999 — «Простые истины»
- 2000 — «Игра в любовь»
- 2001 — «Семейные тайны»
- 2003 — «Линии судьбы»
- 2004 — «Команда»
- 2004 — «Небо и земля»
- 2004 — «Самара-городок»
- 2005 — «Счастливый»
- 2006 — «Точка»
- 2006 — «Ваша честь»
- 2006 — «Охотник»
- 2007 — «Молодой Волкодав»
- 2007 — «Я остаюсь»
- 2008 — «Мираж»
- 2010 — «Доктор Тырса»
- 2010 — «Крыса»
- 2011 — «Небесный суд»
- 2013 — «Московские сумерки»
- 2013 — «Оттепель»
- 2014 — «Прощай, любимая!»
- 2014 — «Небесный суд. Продолжение»
- 2015 — «Норвег»
- 2015 — «Всё могут короли»
- 2016 — «Частица вселенной»
- 2016 — «Игрок»

## Награды и номинации
- 2013 — кинофестиваль «Окно в Европу» в Выборге (фильм «Московские сумерки»)[3]:
  - приз «Золотая ладья» (1 место в программе «Выборгский счёт»)
  - приз Международной конфедерации журналистских союзов («За сценарий»)
- 2015 — кинофестиваль «Окно в Европу» в Выборге (фильм «Норвег»)[4]:
  - приз «Золотая ладья» (2 место в программе «Выборгский счёт») — фильм «Норвег»
  - приз Медиаконгресса «Содружество журналистов» — «За сценарий»
- 2015 — кинофестиваль «Меридианы Тихого» во Владивостоке — Приз зрительских симпатий за лучший российский фильм (фильм «Норвег»)[5]
- 2015 — Премия Правительства Российской Федерации в области культуры за 2015 год — за создание телевизионного сериала «Оттепель»[6]
- 2016 — IV Открытый кинофестиваль «Провинциальная Россия», Ейск — Гран-при фестиваля (фильм «Норвег»)[7]